# Adoretus tessulatus
Adoretus tessulatus är en skalbaggsart som beskrevs av Hermann Burmeister 1855. Adoretus tessulatus ingår i släktet Adoretus och familjen Rutelidae. Inga underarter finns listade i Catalogue of Life.